# 核都市連絡環状高速鉄道
核都市連絡環状高速鉄道（かくとしれんらくかんじょうこうそくてつどう）は、国土庁が1980年代から1990年代に検討した首都圏の高規格鉄道路線。
一周約300kmを約90分で走る計画であった。
超電導リニア方式を採用する予定だったため、核都市連絡環状リニアとも呼ばれていた。

## 概要
核都市とは業務核都市のことで、東京一極集中を緩和・解消することを目的に、業務機能移転の受け皿として指定されるもので、国土庁が1983年に発表した「首都改造構想素案」で概念が示された。
1986年の第4次首都圏基本計画では、東京を囲むかたちで、八王子市・立川市、浦和市・大宮市、千葉市、横浜市・川崎市、土浦市・筑波研究学園都市が業務核都市に、厚木市、成田市等が副次核都市に指定された。
1988年に制定された「多極分散型国土形成促進法」では業務核都市と副次核都市が業務核都市に一本化され、制度化された。
さらに第4次首都圏基本計画では業務核都市相互間及び業務核都市と基幹的交通施設を環状に結ぶ新方式の高速交通機関について検討するという方針が示された。
この方針に基づいて検討されたのが核都市連絡環状高速鉄道であり、1990年7月に国土庁から計画概要が発表された。
その内容は上記の業務核都市と成田空港、羽田空港を結ぶ一周約300kmの環状鉄道路線を超電導リニアで建設するという、国家プロジェクトであった。
しかしその後、計画は進展していない。
また、1999年の第5次首都圏基本計画においてあらたに4都市圏が業務核都市に指定されたが、核都市連絡環状高速鉄道の計画見直しは行われていない。

## 核都市連絡環状高速鉄道検討委員会
1988 - 1989年度に国土庁大都市圏整備局内に検討委員会が設置された。
1990年7月に検討結果をまとめた計画概要を発表している。
- 委員長：井上孝 (都市計画家)（国土庁長官を務めた井上孝 (政治家)とは別人物である。）
- 参加団体
  - 省庁：国土庁
  - 都道府県：東京都、千葉県、茨城県、埼玉県、神奈川県
  - 政令指定都市：川崎市、横浜市

## 路線計画
1990年時点の計画。
- 経由地：東京臨海部 - 羽田空港 - 横浜市・川崎市 - 厚木市周辺 - 八王子市・立川市 - 浦和市・大宮市 - 土浦市・筑波研究学園都市 - 成田空港 - 千葉市 - 幕張新都心 - 東京臨海部
- 路線延長：約300km
- 最高速度：300km/h
- 表定速度：約190km/h
- 所要時間：一周約90分
- のべ乗客数：40 - 60万人/日
- 断面交通量：最大15 - 20万人/日（1988年当時の東海道新幹線に匹敵）